# Шчотка, Ян
Ян Шчотка (чеш. Jan Ščotka; род. 20 мая 1996 года, Всетин, Чехословакия) — чешский хоккеист, защитник. Выступает за финский клуб «Ювяскюля». Игрок сборной Чехии.

## Карьера
Воспитанник клуба «Всетин». Выступал команды за «Всетин», «Пардубице», «Литвинов».
4 мая 2021 года перешёл в финский клуб «Ювяскюля».
В чемпионатах Чехии провёл 368 матчей, набрал 85 очков (31 шайба + 54 передачи).
В составе молодежной сборной Чехии — участник чемпионатов мира 2015 и 2016 (10 матчей). В составе юниорской сборной Чехии — серебряный призёр чемпионата мира 2014 (6 матчей).
В сезоне 2020/21 дебютировал в основной сборной Чехии: провёл 6 матчей, набрал 1 очко (0+1).